# Sakai Blazers 2018-2019
Questa voce raccoglie le informazioni riguardanti i Sakai Blazers nella stagione 2018-2019.

## Stagione
I Sakai Blazers partecipano alla stagione 2018-19 senza alcuna denominazione sponsorizzata.
In V.League Division 1 ottengono un sesto posto in regular season, ottenendo il medesimo piazzamento anche dopo la Final 6. Si spingono ai quarti di finale sia in Coppa dell'Imperatore che al Torneo Kurowashiki, eliminati rispettivamente dai Toyoda Trefuerza e dai JT Thunders.

## Organigramma societario
Area direttiva
- Presidente: Yuya Sunami

Area tecnica
- Allenatore: Mikiyasu Tanaka
- Secondo allenatore: Kenichi Kiyokawa
- Assistente allenatore: Toru Uesugi, Tomohiko Sakanashi

## Rosa
| N° | Nome                | Ruolo | Data di nascita  | Nazionalità sportiva |
| -- | ------------------- | ----- | ---------------- | -------------------- |
| 1  | Yoshihiko Matsumoto | C     | 7 gennaio 1981   | Giappone             |
| 2  | Yūki Higuchi        | S     | 27 aprile 1996   | Giappone             |
| 3  | Takato Miyahara     | O     | 15 luglio 1995   | Giappone             |
| 4  | Naoya Takano        | S     | 3 aprile 1993    | Giappone             |
| 5  | Kazuya Naitō        | C     | 25 novembre 1987 | Giappone             |
| 6  | Takaya Yamazaki     | C     | 11 aprile 1995   | Giappone             |
| 7  | Takashi Dekita      | C     | 13 agosto 1991   | Giappone             |
| 8  | Shō Sagawa          | P     | 11 febbraio 1991 | Giappone             |
| 9  | Tomohisa Tsutsumi   | S     | 6 ottobre 1993   | Giappone             |
| 10 | Shunsuke Chijiki    | S     | 6 settembre 1989 | Giappone             |
| 11 | Masahiro Sekita     | P     | 20 novembre 1993 | Giappone             |
| 12 | Yuki Koike          | L     | 4 aprile 1995    | Giappone             |
| 13 | Yuta Matsuoka       | O     | 6 novembre 1989  | Giappone             |
| 14 | Shohei Yamaguchi    | P     | 21 luglio 1994   | Giappone             |
| 16 | Ryōsuke Imadomi     | L     | 22 ottobre 1993  | Giappone             |
| 18 | Nikola Ǵorǵiev      | O     | 23 luglio 1988   | Macedonia del Nord   |
| 20 | Tomohiro Yamamoto   | L     | 5 novembre 1994  | Giappone             |
| 21 | Yutaro Takemoto     | C     | 21 febbraio 1995 | Giappone             |

## Statistiche

### Statistiche di squadra
| Competizione          | Punti | In casa | In casa | In casa | In trasferta | In trasferta | In trasferta | Totale | Totale | Totale |
| Competizione          | Punti | G       | V       | P       | G            | V            | P            | G      | V      | P      |
| --------------------- | ----- | ------- | ------- | ------- | ------------ | ------------ | ------------ | ------ | ------ | ------ |
| V.League Division 1   | 47/4  | ?       | ?       | ?       | ?            | ?            | ?            | 32     | 16     | 16     |
| Coppa dell'Imperatore | -     | -       | -       | -       | -            | -            | -            | 2      | 1      | 1      |
| Torneo Kurowashiki    | -     | -       | -       | -       | -            | -            | -            | 4      | 2      | 2      |
| Totale                | -     | ?       | ?       | ?       | ?            | ?            | ?            | 38     | 19     | 19     |

G = partite giocate; V = partite vinte; P = partite perse

### Statistiche dei giocatori
| Giocatore    | V.League Division 1 | V.League Division 1 | V.League Division 1 | V.League Division 1 | V.League Division 1 |
| Giocatore    | P                   | PT                  | AV                  | MV                  | BV                  |
| ------------ | ------------------- | ------------------- | ------------------- | ------------------- | ------------------- |
| S. Chijiki   | 18                  | 97                  | 86                  | 8                   | 3                   |
| T. Dekita    | 30                  | 264                 | 191                 | 60                  | 13                  |
| N. Ǵorǵiev   | 29                  | 558                 | 518                 | 18                  | 22                  |
| Y. Higuchi   | 16                  | 190                 | 149                 | 24                  | 17                  |
| R. Imadomi   | 29                  | 0                   | 0                   | 0                   | 0                   |
| Y. Koike     | 24                  | 47                  | 42                  | 3                   | 2                   |
| Y. Matsumoto | 31                  | 140                 | 108                 | 22                  | 10                  |
| Y. Matsuoka  | 32                  | 127                 | 111                 | 5                   | 11                  |
| T. Miyahara  | 18                  | 25                  | 24                  | 1                   | 0                   |
| K. Naitō     | 30                  | 36                  | 26                  | 7                   | 3                   |
| S. Sagawa    | 31                  | 6                   | 0                   | 4                   | 2                   |
| M. Sekita    | 31                  | 38                  | 13                  | 11                  | 14                  |
| N. Takano    | 32                  | 390                 | 327                 | 36                  | 27                  |
| Y. Takemoto  | 28                  | 55                  | 23                  | 26                  | 6                   |
| T. Tsutsumi  | 24                  | 41                  | 37                  | 3                   | 1                   |
| S. Yamaguchi | 11                  | 1                   | 0                   | 0                   | 1                   |
| T. Yamamoto  | 31                  | 0                   | 0                   | 0                   | 0                   |
| T. Yamazaki  | 3                   | 0                   | 0                   | 0                   | 0                   |

P = presenze; PT = punti totali; AV = attacchi vincenti; MV = muri vincenti; BV = battute vincenti

NB: Non sono disponibili i dati relativi alla Coppa dell'Imperatore, al Torneo Kurowashiki e di conseguenza quelli totali